# Кума Демекса
Кума Демекса Токон (англ. Kuma Demeksa) (1958, Горе) — ефіопський політик та дипломат. Надзвичайний і Повноважний Посол Ефіопії в ФРН та в Україні за сумісництвом. Колишній голова виконавчого комітету Народної демократичної організації (1995—2001) і міністр оборони (2005—2008), був мером Аддіс-Абеби з 2008 року.

## Життєпис
Кума народився в 1958 році в місті Горе. Його батько був Водажо Токон, священик, який прийняв ім'я Теклемаріам після хрещення; ім'я його матері Мулує. Він відвідував початкову школу в Бороні і Менелікі II в середній школі Хайле Селассіє I.
Потім він вступив до армії і був направлений в тренувальний табір поліції Джима в 1976 році. У 1991 році він повернувся в місто Горе зі своєю першою дружиною і дочкою. Інша версія свідчить, що він був узятий в полон під час війни Еритрейської сецесії і перебував у Еритрейські в'язниці. Він був звільнений разом з іншими ув'язненими, щоб приєднатися до Демократичного руху народу Ефіопії, організації, яка згодом інтегрувалася з Революційно-демократичним фронтом ефіопських людей з метою повалення режиму DERG під час ефіопської громадянської війни.
Після падіння режиму 28 травня 1991 року, Кума був призначений міністром внутрішніх справ Федеративної Демократичної Республіки Ефіопії, відповідальний за безпеку уряду Ефіопії перехідного періоду, який буде замінений в 1995 році.
У 1995 році, Кума став головою виконкому Народної демократичної організації. З 24 липня 2001 він був замінений на Джунедін Садо і був виключений зі складу ЦК Народно-революційного Демократичного фронту після внутрішнього розколу. В цій ситуації Кума грав роль посередника між двома фракціями і реадмісію в 2003 році ЦК Народно-революційного Демократичного фронту.
Два роки по тому він був призначений міністром оборони, посаду, яку він займав до 30 жовтня 2008 року, коли був призначений мером Аддіс-Абеби.
13 листопада 2014 року — призначений Надзвичайним та Повноважним Послом Ефіопії в Берліні (Німеччина). 8 травня 2015 року вручив вірчі грамоти Президенту ФРН Йоахіму Гауку.
6 червня 2017 року — призначений Надзвичайним та Повноважним Послом Ефіопії в Україні за сумісництвом, вручив вірчі грамоти Президенту України Петру Порошенку.